# Wissing (Seubersdorf in der Oberpfalz)
Wissing ist ein Ortsteil von Seubersdorf in der Oberpfalz, einer Gemeinde im Landkreis Neumarkt im Oberpfälzer Jura in der Oberpfalz. Der Ort hatte im Dezember 2024 542 Einwohner.

## Geschichte
Wissing, ein altes Pfarrdorf, ist einer der ältesten Orte der Gemeinde Seubersdorf. Im Jahre 1130 wurde Ulrich von Wissing erstmals schriftlich genannt.
Als Dienstmannen auf Reichsgut einst der einflussreichen Habsberger Dynastie unterstellt, traten die Wissinger im Laufe des 13. Jahrhunderts als Vasallen der Eichstätter Kirche in Erscheinung.
Die Burgmauer weist heute noch auf die herrschaftlichen Wohnsitze hin. Zwei weitere Edelsitze waren Burg Schellenstein und Schloss Grünstein. Der Sitz Schellenstein wird bereits 1526 als verfallen bezeichnet. Die Geschichte der Grünstein – Besitzer des Landsassenguts Ittelhofen – war lange Zeit identisch mit Ittelhofen.
Wissing war im Mittelalter zweigeteilt in Wizzingen (oberes Dorf) und Niederthal (unteres Dorf). Bis zum Jahre 1803 hatte der Ort zwei Kirchen, die Pfarrkirche und die Johanneskirche. Letztere wurde im Jahre 1807 verkauft und in ein Gasthaus umgewandelt.
Am 1. Januar 1972 wurde die bis dahin selbständige Gemeinde Wissing (mit dem Ortsteil Wachtlhof) nach Seubersdorf in der Oberpfalz eingemeindet.

## Pfarrkirche Mariä Himmelfahrt
Die im Wissinger Oberdorf gelegene und zunächst dem hl. Michael geweihte Kirche wurde im 15. Jahrhundert zum Hauptsitz bestimmt. Der Wechsel erfolgte, wie aus Eichstätter Visitationsprotokollen zu schließen ist, in der Zeit nach 1458 und vor 1480. Zur Schutzheiligen der neuen Pfarrkirche wurde die Gottesmutter Maria ausgewählt. Seitdem wird das Kirchweihfest in Wissing am Feiertag Mariä Himmelfahrt gefeiert.
Im Jahr 1787 fand eine Restaurierung der Pfarrkirche statt. Für die Jahre 1966/1967 war ein Neubau der Pfarrkirche geplant. Am 18. April 1966 begannen dazu die Abbrucharbeiten. Der Kirchturm sollte erhalten bleiben und war ein weiteres Mal am 25. April von Fachleuten für gut erachtet worden.
Bereits fünf Stunden nach der Begutachtung stürzte der Turm, seines stützenden Anbaus beraubt, in sich zusammen. Glücklicherweise wurde niemand verletzt. Allerdings wurde der Hauptaltar zerstört. Die beiden Seitenaltäre hatte man rechtzeitig in den Pfarrhof ausgelagert. Diese Seitenaltäre befinden sich mittlerweile in der Kirche von Litzlohe. Am 5. November 1967 wurde die neue Pfarrkirche eingeweiht.

## Wissinger Notgeld
Im Verlaufe des Ersten Weltkrieges kam es zu einem Mangel an Bunt- und Edelmetallen. Deswegen zog die Regierung das Umlauf-Kleingeld ein, um es einzuschmelzen. Im Gegenzug erhielten die Gemeinden das Recht, Ersatzmarken selber prägen zu lassen. Nur wenige Gemeinden, darunter Wissing und Schnufenhofen machten davon Gebrauch. Von der Gemeinde Wissing wurden im Jahr 1917 5- 10- und 50-Pfennig-Stücke in Umlauf gebracht. Dieses Notgeld ist heutzutage eine echte Rarität mit hohem Sammelwert.